# 碧匯
碧匯（英語：Pik Wui，代號F12）是香港深水埗區議會下轄的選區，2019年設立，現時議席懸空，前任區議員為民主黨成員鄒穎恒。

## 範圍及名稱
選區位於西九龍填海區，包括碧海藍天、匯璽，連翔道以西的海盈邨、凱樂苑、2022年入伙的海達邨及興建中的維港匯，名稱由碧海藍天、匯璽各取一字而成。與其相連的選區有南昌西、富昌、幸福、荔枝角中與及荔枝角南，南面則以欽州街西為界連接油尖旺區的奧運選區，投票站因應人分佈設有兩個，分別位於西九龍調解中心及海盈邨平台乒乓球場。

## 沿革
2018年選舉管理委員會因應原有富昌及幸福選區有新屋苑入伙，令到兩區2019年6月的預計人口均會超出法例許可的上限，需要增加新選區以吸納超出的人口。當中劃出富昌選區匯璽位置，吸納幸福選區內的碧海藍天組成碧匯選區，使周邊選區人口調整到法例許可幅度之內。由於碧海藍天、匯璽、連翔道以南三地（即海盈邨及凱樂苑）由於落成時間不同，可算是三個不同的社區，但諮詢時只有碧海藍天落成多年，其餘部分沒有居民，故此未有接獲反對意見，結果維持原有計劃劃出本區。
2019年區議會選舉，時任幸福選區區議員鄒穎恒轉戰碧匯選區參選，結果以五成三得票擊敗另外兩個對手，成功連任。票站數據顯示，鄒穎恒於海盈邨平台乒乓球場票站以509票落後經民聯黃永威的583票，馬愉生則得到58票，而在西九龍調解中心票站，鄒則以953票多於黃567票及馬的62票，如同其他選區一樣，反映建制派在低下階層區域較中產階層地區容易得到支持。而鄒氏亦與上屆一樣，憑私人屋苑的票站領先公型屋苑票站而當選。2021年7月8日，因應政府計劃追討協助民主派初選區議員的酬金津貼傳聞所帶動的區議員辭職潮中，鄒穎恒宣佈辭去區議員職務。

## 歷屆議員
| 屆別                 | 議員   | 政治聯繫 | 政治聯繫 |
| -------------------- | ------ | -------- | -------- |
| 2020年－2021年7月8日 | 鄒穎恒 |          | 民主黨   |
| 2021年7月9日－2023年 | 懸空   | 懸空     | 懸空     |

## 歷屆選舉結果
| 政党   | 政党         | 候选人    | 票数  | %     | ±      |
| ------ | ------------ | --------- | ----- | ----- | ------ |
|        | 民主黨       | ①. 鄒穎恒 | 1,462 | 53.51 | 新選區 |
|        | 經民聯       | ②. 黃永威 | 1,150 | 42.09 | 新選區 |
|        | 普羅政治學苑 | ③. 馬愉生 | 120   | 4.39  | 新選區 |
| 多数票 | 多数票       | 多数票    | 312   | 11.42 | 新選區 |